# Coada Cornetului
Coada Cornetului – wieś w Rumunii, w okręgu Mehedinți, w gminie Balta. W 2011 roku liczyła 33 mieszkańców.